# Præsidentvalget i Frankrig 1988
 Der er for få eller ingen kildehenvisninger i denne artikel, hvilket er et problem. Du kan hjælpe ved at angive troværdige kilder til de påstande, som fremføres i artiklen.

Frankrigs præsidentvalg 1988 afholdtes 24. april og 8. maj 1988.

## Kandidater
|  | Kandidat til det franske præsidentvalg i 1988 | Partiet                                  | Resultatet i første runde af 1988-præsidentvalget | Resultatet i anden runde af 1988-præsidentvalget |
|  | --------------------------------------------- | ---------------------------------------- | ------------------------------------------------- | ------------------------------------------------ |
|  | François Mitterrand                           | Parti Socialiste                         | 34,11%                                            | 54,02%                                           |
|  | Jacques Chirac                                | Rassemblement pour la République         | 19,96%                                            | 45,98%                                           |
|  | Raymond Barre                                 | Union pour la démocratie française       | 16,54%                                            |                                                  |
|  | Jean-Marie Le Pen                             | Front National                           | 14,38%                                            |                                                  |
|  | André Lajoinie                                | Parti communiste français                | 6,76 %                                            |                                                  |
|  | Antoine Waechter                              | Les Verts                                | 3,78 %                                            |                                                  |
|  | Pierre Juquin                                 | Ligue communiste révolutionnaire         | 2,10 %                                            |                                                  |
|  | Arlette Laguiller                             | Lutte ouvrière                           | 1,99%                                             |                                                  |
|  | Pierre Boussel                                | Mouvement pour un parti des travailleurs | 0,38 %                                            |                                                  |